# Kontrollratsgesetz Nr. 25
Mit dem Kontrollratsgesetz Nr. 25 vom 29. April 1946 verfolgte der Alliierte Kontrollrat für Deutschland das Ziel, „naturwissenschaftliche Forschung für militärische Zwecke und ihre praktische Anwendung für solche Zwecke zu verhindern, und um sie auf anderen Gebieten, wo sie ein Kriegspotential schaffen könnten, zu überwachen und sie in friedliche Bahnen zu lenken“.
Es enthielt ein striktes Verbot jeglicher militärischen Forschung. Daneben verbot das Gesetz angewandte Forschung in einer Reihe von Bereichen, die sowohl einen zivilen als auch militärischen Nutzen besaßen. Dazu gehörten Kernphysik, Flugzeugbau, Schiffbau, Raketentechnik, Radar- und Sonartechnik, Kryptografie und die Herstellung hochexplosiver Sprengstoffe. Grundlagenforschung in diesen Bereichen blieb jedoch erlaubt, insofern die dafür nötigen Anlagen nicht militärisch nutzbar waren. Daneben bestimmte das Gesetz Bereiche, in denen angewandte Forschung nur mit vorheriger Genehmigung erfolgen konnte, so zum Beispiel Funktechnik, Röhrentechnik und Herstellung von Syntheseölen und -kautschuk.
Das Gesetz erlaubte naturwissenschaftliche Forschung ausschließlich in Einrichtungen, die vorher von dem zuständigen Zonenbefehlshaber genehmigt worden waren. Diese waren außerdem dazu verpflichtet, ihr technisches und wissenschaftliches Personal registrieren zu lassen und in regelmäßigen Abständen detailliert über ihre Forschungstätigkeit zu berichten. Aktive Mitglieder der NSDAP oder anderer nationalsozialistischer Organisationen sollten aus der Forschungsarbeit entlassen werden.
In der Bundesrepublik wurde es aufgehoben durch Artikel 2 des Gesetzes Nr. A-37 der Alliierten Hohen Kommission vom 5. Mai 1955 und in der DDR durch Beschluss des Ministerrats der UdSSR von 1955.